# Raschau-Markersbach
Raschau-Markersbach település Németországban, azon belül Szászország tartományban. Lakosainak száma 4873 fő (2023. december 31.).

## Népesség
A település népességének változása:
| Lakosok száma | 5135 | 5054 | 4895 | 4890 | 4873 |
|               | 2017 | 2019 | 2021 | 2022 | 2023 |